# Example.com

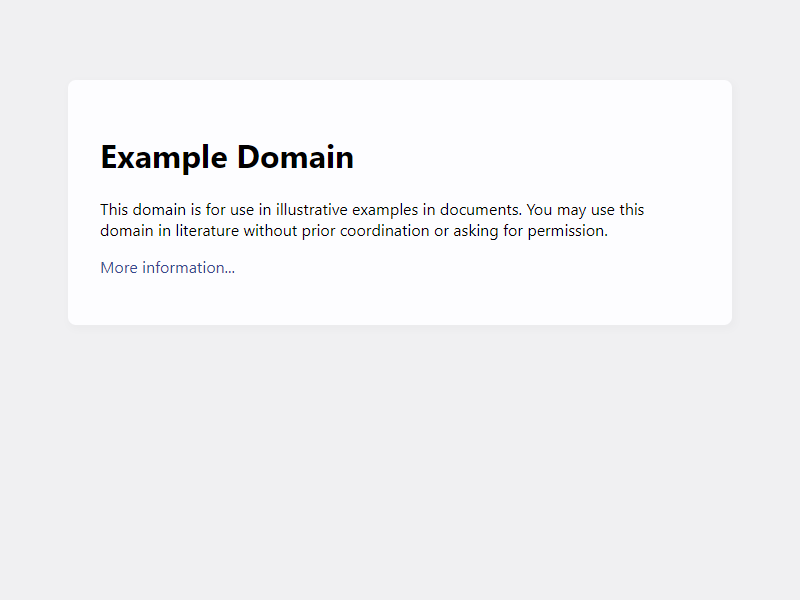
Captura de pantalla de la página web example.com, reservada para su uso como ejemplo para ser utilizado en la documentación.

example.com,example.net y example.org son dominios de Internet de segundo nivel reservados (en la RFC 2606, sección 3) para ser utilizados en ejemplos y documentación. Esta reserva hace que no se puedan registrar.
En 2000, ICANN reservó example.edu
La IANA los reservó para permitir la escritura de documentos explicativos en los que se mencionara un dominio inexistente.